# Eremidium equuleus
Eremidium equuleus är en insektsart som beskrevs av Karsch 1896. Eremidium equuleus ingår i släktet Eremidium och familjen Lentulidae. Inga underarter finns listade i Catalogue of Life.